# 大頭糙銀漢魚
大頭糙銀漢魚，為輻鰭魚綱銀漢魚目擬銀漢魚科的其中一種，分布於西大西洋紐約至墨西哥灣海域，為熱帶魚類，體長可達12.5公分，棲息在底中層水域，生活習性不明。